# Cetema similis
Cetema similis är en tvåvingeart som beskrevs av Ismay 1985. Cetema similis ingår i släktet Cetema och familjen fritflugor. Inga underarter finns listade i Catalogue of Life.